# نیمه‌سنگین‌وزن (هنرهای رزمی ترکیبی)
نیمه‌سنگین‌وزن (انگلیسی: Light heavyweight) از دسته‌های وزنی در مسابقات هنرهای رزمی ترکیبی است، که ورزشکاران بین ۱۸۶ تا ۲۰۵ پوند (۸۴ تا ۹۳ کیلوگرم) را در بر می‌گیرد. دسته نیمه‌سنگین‌وزن، سنگین‌تر از میان‌وزن و سبک‌تر از سنگین‌وزن می‌باشد. در مسابقات حرفه‌ای هنرهای رزمی ترکیبی مانند سازمان یواف‌سی، اغلب دسته نیمه‌سنگین‌وزن، هفتمین شاخه وزنی از ورزشکاران را تشکیل می‌دهد.